# Josep Maria Puig Doria
Josep Maria Puig Doria (Barcelona, 1926 - Barcelona, 8 de maig de 2006) fou un joier català.

## Biografia
Fou fill de l'arquitecte barceloní Isidre Puig i Boada i de la seva esposa, Margarida Doria i Puigoriol. Estudià arquitectura i disseny a l'Escola Massana de Barcelona. El 1953 va decidir estudiar joieria i va obrir un taller al carrer Provença de Barcelona, que el 1964 es traslladà a l'avinguda Diagonal. El 1969 va crear la primera línia de plata en joieria arreu d'Espanya, tot impulsant aquesta producció, que li va valdre el 1976 l'International Diamond's Award, el primer joier espanyol que l'ha obtingut. També va obtenir el Tahitian Pearl Trophi el 2001 i el 2006. El 1991 fou nomenat membre del Comité d'Honor de l'Associació Prestige de L'Europe. El 2002 va rebre la Creu de Sant Jordi.